# Kleinkind
Een kleinkind is de sekseneutrale benaming voor een kind van een kind. Het is dus in afstamming de derde generatie, gerekend vanaf de grootouders van het kind.
Een mannelijk kleinkind wordt kleinzoon genoemd, een vrouwelijk een kleindochter.

## Achterkleinkinderen
De vierde generatie zijn de achterkleinkinderen en is de vierde afstammeling, het is gerekend vanaf de overgrootouders van het kind. 

## Achterachterkleinkinderen
De vijfde generatie zijn de achterachterkleinkinderen en is gerekend vanaf de betovergrootouders.
Bij elke generatie wordt het bijwoord achter gebruikt van kleinkinderen.